# Corydalis longibracteata
Corydalis longibracteata är en vallmoväxtart som beskrevs av Frank Ludlow och Stearn. Corydalis longibracteata ingår i släktet nunneörter, och familjen vallmoväxter. Inga underarter finns listade i Catalogue of Life.